# Smash Hits
A Nagy-Britanniában 1968-ban, az USA-ban pedig 1969-ben megjelent Smash Hits a The Jimi Hendrix Experience első válogatásalbuma. Nincs rajta semmi más, csak a zenekar legsikeresebb dalai, melynek köszönhetően mindkét kiadás hosszan tartó népszerűségre tett szert.
A brit kiadás 1968 áprilisában, négy hónappal az Axis: Bold as Love után jelent meg; ekkor a zenekar már harmadik nagylemezén dolgozott. Rajta volt az első négy kislemez mindkét oldala és további négy dal az Are You Experienced?-ről. A Smash Hits brit kiadása 5. lett a listákon és még sokáig rajta maradt. Itt jelent meg először nagylemezen a "Burning of the Midnight Lamp", öt hónappal az Electric Ladylanden való megjelenése előtt.
Az USA-ban kicsit másképp alakultak a dolgok. Jimi akkori kiadója, a Reprise Records úgy gondolta, hogy túl korai egy válogatásalbum kiadása. Ezért 1969 közepéig (és Noel Redding váratlan kiválásáig) vártak, hogy az album egy más változatát adják ki. Mivel addigra megjelent az Electric Ladyland, több dalból tudtak választani. Ezen kívül még ott voltak az Are You Experienced?-ről levett dalok is. Ezek miatt az amerikai kiadás 6. lett a listákon, és sokkal kiegyensúlyozottabb és jobban mutatja be a zenekar pályáját. Viszont csak a brit kiadáson van rajta a ritka "Stars That Play with Laughing Sam's Dice" mono változata.
1997-ben a Hendrix-család kiadta az Experience Hendrix: The Best of Jimi Hendrix című albumot, és ma már ez a mérvadó Hendrix-válogatás.

## Az album dalai
Minden dalt Jimi Hendrix írt, kivéve, ahol jelölve van.

### Brit kiadás
1. "Purple Haze" – 2:52
2. "Fire" – 2:45
3. "The Wind Cries Mary" – 3:20
4. "Can You See Me" – 2:33
5. "51st Anniversary" – 3:16
6. "Hey Joe" (Billy Roberts) – 3:30
7. "Stone Free" – 3:36
8. "Stars That Play with Laughing Sam's Dice" – 4:21
9. "Manic Depression" – 3:42
10. "Highway Chile" – 3:32
11. "Burning of the Midnight Lamp" – 3:39
12. "Foxy Lady" – 3:18

### Amerikai kiadás
1. "Purple Haze" – 2:52
2. "Fire" – 2:45
3. "The Wind Cries Mary" – 3:20
4. "Can You See Me" – 2:33
5. "Hey Joe" (Billy Roberts) – 3:30
6. "All Along the Watchtower" (Bob Dylan) – 4:00
7. "Stone Free" – 3:36
8. "Crosstown Traffic" – 2:19
9. "Manic Depression" – 3:42
10. "Remember" – 2:48
11. "Red House" – 3:50
12. "Foxy Lady" – 3:19

- A "Red House" itt hallható változata egy másik felvételről származik, mint ami az Are You Experienced? brit kiadásán van.

## Közreműködők
- Jimi Hendrix – gitár, ének, basszusgitár, zongora
- Noel Redding – basszusgitár, vokál
- Mitch Mitchell – dob